# Wei Zheng
Wei Zheng (xinès simplificat: 魏徵，580-643) va ser un canceller de la dinastia Tang.
Wei Zheng provenia d'una família de funcionaris menors de l'actual Hebei, després d'haver servit als Wei del nord, després als Qi del nord. Ell mateix va servir com a assessor influent en l'equip personal de l'honest rebel Li Mi que finalment es va sotmetre als Tang. Així, va ser assignat a l'equip personal de Li Jiancheng, el fill gran i hereu oficial de l'emperador Gaozu, que temia molt les ambicions dinàstiques de Li Shimin. Li Jiancheng va ser assassinat per Li Shimin durant el Cop de la Porta Xuanwu (626), i Li Shimin va insistir en per què Wei Zheng havia tingutr una discussió amb Li Jiancheng un temps abans. Wei, demostrant la seva llegendària franquesa, va anunciar que Li Jiancheng no havia acceptat el seu pla d'acció, i que no hauria estat derrotat si l'hagués seguit. Li Shimin, impressionat per aquesta franquesa, i conscient dels antecedents i les habilitats de Wei Zheng, va decidir llavors perdonar-lo i associar-lo amb el seu equip; Wei Zheng va ser recompensat, va adquirir un títol de noblesa i va ser nomenat conseller imperial.
Amb aquesta inversió, el nou emperador Taizong va fer d'aquest ex-assessor del gran rebel de Li Mi, ex-assessor del seu germà i oponent Li Jiancheng, el mite encarnat d'una integració honesta dels ex-rebels. Taizong el va nomenar així ambaixador a la plana del nord-est on encara tenien molts rebels. Aquest passat molt conegut, la personalitat diplomàtica de Wei Zheng i aquesta nova integració i ascens el van convertir en un ambaixador ideal per demanar als rebels restants que es presentessin i s'unissin als Tang a canvi d'oficines i responsabilitats.Després d'això, de tornada a Chang'an, es va convertir en la moral de l'emperador encarnada, sense dubtar mai a emetre una admonició abrasadora a l'emperador Taizong.
Wei Zheng també va dirigir grans projectes acadèmics, com la recopilació d'un Nou Llibre de Rituals (新禮Xin Li, o 貞觀禮Zhenguan Li) presentat a Taizong l'any 636, i és codirector amb Fang Xuanling de la recopilació d'històries offcial de les dinasties anteriors: Sui, Chen, etc.
Als ulls dels historiadors i confucians posteriors, Wei Zheng i la relació Wei Zheng/Taizong van ser àmpliament admirats i glorificats. La relació de franquesa i respecte mutu, el paper de la consciència confuciana de l'emperador, l'escolta de Taizong es van destacar com a característiques d'aquest període idealitzat de Zhenguan (貞觀之治), considerant el seu paper d'assessor principal, mentre que sempre sembla haver estat exclòs dels càrrecs amb poder concret, essent en darrer terme més important el seu paper simbòlic que la seva acció i poder real.